# Северозапад
Северозапад е една от спомагателните посоки на света. Означава се: на български със СЗ, на английски с NW (North-west), на руски със СЗ (северозапад) и на немски с NW (nordwest).